# Audiotex
Audiotex ist ein technischer Begriff für automatisierte Telefondienste, die durch Computer bereitgestellt werden. Dabei kommt häufig spezielle Hardware zum Einsatz, die das Aufzeichnen und Abspielen von Sprache über an den Computer angeschlossene Telefonleitungen weitgehend unabhängig durchführt. Der Begriff Audiotex wird dabei sowohl zur Bezeichnung für die Hardware selbst, als auch für den Industriebereich verwendet, der sich mit Herstellung und Betrieb solcher Systeme für telefonische Mehrwertdienste befasst.
Typische Audiotex-Dienste sind Ansagedienste, Bestell- und Auskunftssysteme, Voice Mail oder auch interaktive Computerspiele, die per Telefonanruf benutzt werden. Manche dieser Dienste sind rein passiv (Ansagedienste), manche interaktiv. Interaktive Systeme werden entweder durch DTMF-Signale, die von der Telefontastatur des Anrufers generiert werden, oder durch Spracherkennung realisiert. Pionier in Europa war ClubCall mit Sport- und Unterhaltungsdiensten, die pro Tag Anruferzahlen in bis zu sechsstelliger Höhe generierten.
Heute gibt es Anbieter, die komplexe Audiotex-Applikationen über Webfrontends zur Verfügung stellen. Somit ist es selbst für kleine und mittelständische Unternehmen möglich, Applikationen wie Fax To Mail, Voice Recording, Conferencing, Databased Prerouting / CTI, Kundenbefragung usw. ohne umfangreiche technische Kenntnisse nutzen zu können.

## Geschichte
Der Audiotex-Markt entstand in den 1990er Jahren in England und wurde in ganz Europa durch den Sport- und Unterhaltungsinformationsdienst ClubCall vom ehemaligen MTV-Europe-Mitarbeiter, Metal-Hammer-Magazin- und Audiotex-Pionier Wilfried F. Rimensberger in exklusiver Zusammenarbeit mit Manchester United und einigen Bundesliga-Fußballvereinen (FC Bayern München, VfB Stuttgart etc.), dem Davis Cup etc., aber auch Michael Jackson, Take That und anderen Popstars eingeführt. Er vertrat dabei die von ehemaligen Mitarbeitern der British Telecom gegründete ICE (Innovation Communication Europe) Ltd. Da die Deutsche Bundespost 1991 nach einem Fehlstart mit Breitbanddiensten nach dem französischen Mini-Tel-Prinzip nicht an einen Bedarf für Zusatzdienstleistungen glaubte und keine entsprechenden Telefonleitungen bereitstellen wollte, kam Rimensberger auf die Idee, freie Übernachtkapazität der australischen Telekomfirma Telstra zu verwenden. Durch die Popularität und das hohe Gesprächsvolumen von ClubCall sowie dem großen Interesse an Sexdienstleistungen über das Telefon – die durch andere ausländische Anbieter unkontrolliert offeriert wurden – kam die Deutsche Telekom unter Druck und etablierte zwei Jahre später eigene Leitungen unter 0190er-Nummerngassen, die 2006 durch 0900-Rufnummern ersetzt wurden. Billigere PC-Systeme und die wachsende Popularität von Mobiltelefonen führten zu einer weiteren Expansion des Marktes.
Der Hamburger Springer-Verlag kaufte 1995 die ClubCall-Verträge von Rimensberger und etablierte sich damit für einige Jahre als seriöser Audiotex-Dienstleister im Markt. Audiotex kommt heute bei vielen Technik- und Konsumprodukten zum Einsatz, um Standardfragen von Kunden zu beantworten. Die Firmen sparen sich damit teures Personal oder können über Telefongebühren Informationskosten abdecken. Viele Fernsehsendungen benutzen Audiotex-Dienste bei Zuschauerwahlen oder Wettbewerben.
Die Systeme wurden eine Weile unter OS/2, später vor allem unter Microsoft Windows betrieben.